# Iluzje fortyfikacyjne

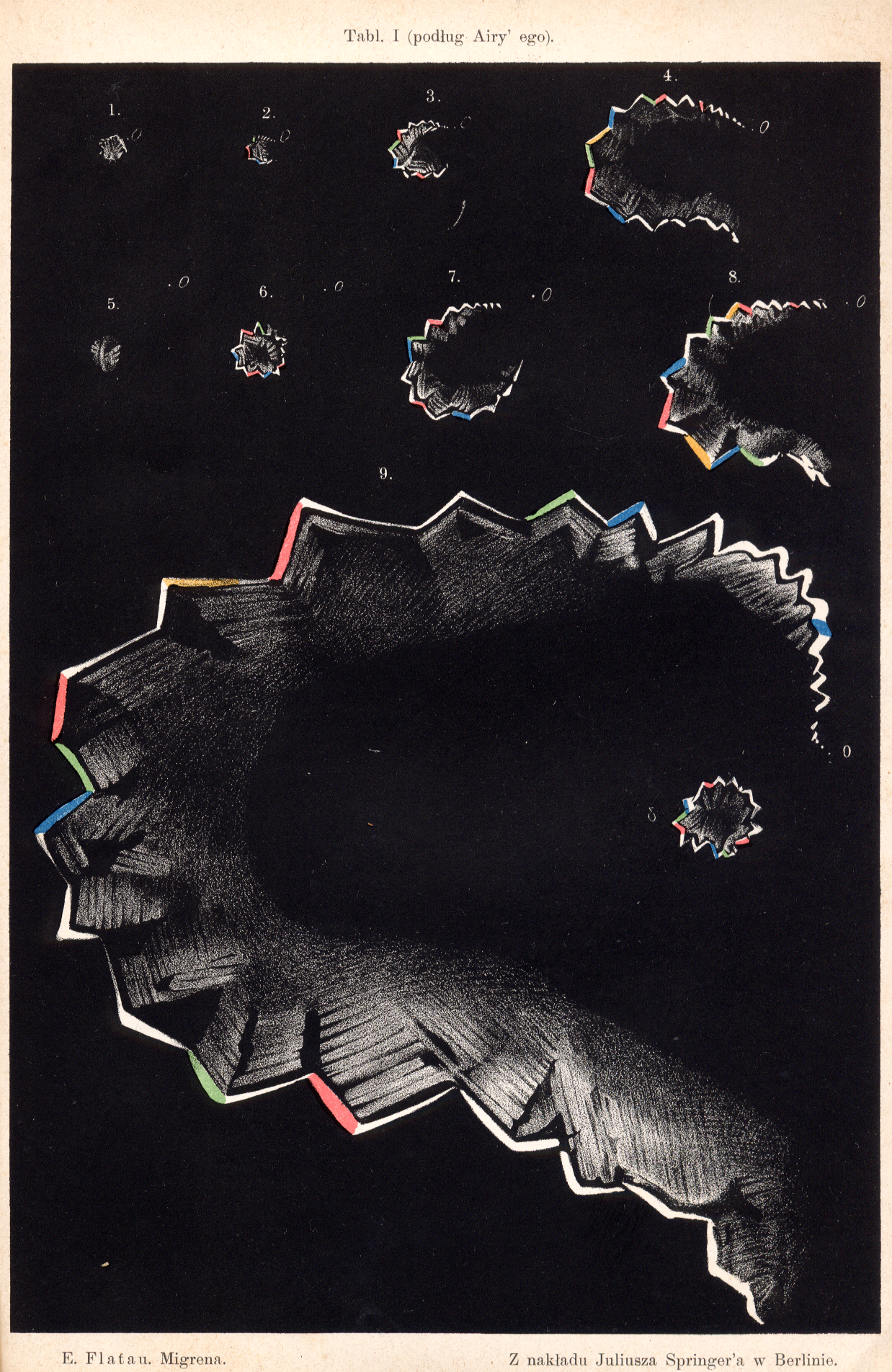
Mroczki migocące według H. Airyego. 1-4 okres wczesny mroczków, rozpoczynający się tuż w bliskości punktu widzenia. O - oznacza punkt widzenia. 5-8. Mroczki migocące lewostronne rozpoczynające się o kilka stopni poniżej punktu widzenia. Rysunek 9. Mroczki migocące lewostronne w okresie zupełnego rozwoju. Widoczny też początek nowego napadu, który jednak nigdy nie dochodzi do zupełnego rozwoju, z wyjątkiem tego wypadku, kiedy się rozpoczyna po stronie przeciwległej.

Iluzje fortyfikacyjne, teichopsje (gr. teichopsia od teichos – „mur”) – rodzaj zaburzeń wzrokowych w przebiegu ataku migreny. W psychopatologii należą do parahalucynacji wzrokowych.
Termin teichopsia został zaproponowany przez Huberta Airy. Iluzje fortyfikacyjne czasami nazywane są widmem fortyfikacji i mają zygzakowaty kształt. Iluzje mogą się rozszerzać i przemieszczać w polu widzenia, są najczęściej migocące i błyszczące.